# لوپین (آستراخان)
لوپین (به لاتین: Lopin) یک منطقهٔ مسکونی در روسیه است که در استان آستراخان واقع شده‌است.